# Sasso Marconi
Sasso Marconi là một đô thị thuộc tỉnh Bologna trong vùng Emilia-Romagna nước Ý. Đô thị này có diện tích 96 km², dân số 13.781 người.
Đô thị này có làng trực thuộc: Borgonuovo, Pontecchio Marconi, Fontana, Capoluogo, Tignano-Roma, Rasiglio-Scopeto, Iano, Lagune, Cinque Cerri.
Đô thị này giáp các đô thị sau: Bolognano, Casalecchio di Reno, Marzabotto, Monte San Pietro, Monzuno, Pianoro, Zola Predosa.

## Biến động dân số
==Tham khảo==